# 交響曲第4番 (リース)
交響曲第4番 ヘ長調 作品110（こうきょうきょくだい4ばん へちょうちょう さくひん110）は、ドイツの作曲家であるフェルディナント・リースが作曲した5番目の交響曲。
1818年にロンドンで初演された。演奏時間は約30分。

## 楽器編成
フルート2、オーボエ2、Cクラリネット2、ファゴット2、コントラファゴット、Fホルン、トランペット2

## 楽曲構成

### 第1楽章：Andante-Allegro
響きのある序奏から始まる。次に第1主題として、弦楽器、ホルンと続き、壮大で華麗な旋律が登場する。そして木管楽器が続く。その後、落ち着きを持ったやさしいしい旋律からはじまる第2主題がはじまる。徐々に盛り上がって、クライマックスを築く。そして両主題が繰り返される。展開部では、木管楽器などによって主題が変奏されていく。その後、元の主題が回帰し、次第に落ち着く。次に、壮大なコーダに突入し、華やかに楽章を締める。

### 第2楽章：Andantino
弦楽器によって美しい主題が奏でられる。中間部では木管楽器が美しい主題を導入する。最後は木管楽器の和音ででやさしく終わる。

### 第3楽章：Scherzo. Allegro
快活な主題で始まる。そして様々な形に変奏されていく。次に穏やかな旋律を弦楽器が奏でる。そして第1主題が回帰し、最後は重々しい和音を響かせて楽章を閉じる。

### 第4楽章：Finale. Allegro molto
弦楽器から木管楽器、金管楽器が徐々に登場していき、壮大に始まる。そして華やかな第1主題が登場する。第1楽章の主題と類似性のある旋律も現れる。次に、弦楽器によって暖かい旋律が奏でられる第2主題が現れる。そして木管楽器によって旋律が繰り返される。最後は、華麗なコーダで壮大に幕が閉じられる。
| サブスタブ | この項目は、まだ閲覧者の調べものの参照としては役立たない、書きかけの項目です。この項目を加筆・訂正などしてくださる協力者を求めています。このテンプレートは分野別のサブスタブテンプレートやスタブテンプレート（Wikipedia:分野別のスタブテンプレート参照）に変更することが望まれています。 |